# ذي عريبان (السدة)

تعديل مصدري - تعديل

ذي عريبان محلة تابعة لقرية بيت الشقدري، التابعة لعزلة وادي عصام بمديرية السدة إحدى مديريات محافظة إب في الجمهورية اليمنية.، بلغ تعداد سكانها 33 حسب تعداد اليمن لعام 2004.